# Jan Brueghel den yngre
Jan Brueghel den yngre (født 13. september 1601, død 1. september 1678) var en nederlandsk maler. Han var søn af Jan Bruegel den ældre og således en del af Brueghel-familien, der fostrede flere kendte kunstmalere.
Jan Breughel den yngre blev født i Antwerpen og døde samme sted. Han leverede malerier til det østrigske hof, ligesom han i en periode arbejdede i Paris.
Jan Brueghel den Yngre var far til Abraham Brueghel (1631-1690), der ligeledes blev kunstmaler. 